# Pandanus pachyphyllus
Pandanus pachyphyllus är en enhjärtbladig växtart som beskrevs av Elmer Drew Merrill. Pandanus pachyphyllus ingår i släktet Pandanus och familjen Pandanaceae. Inga underarter finns listade.